# Richard Treisman

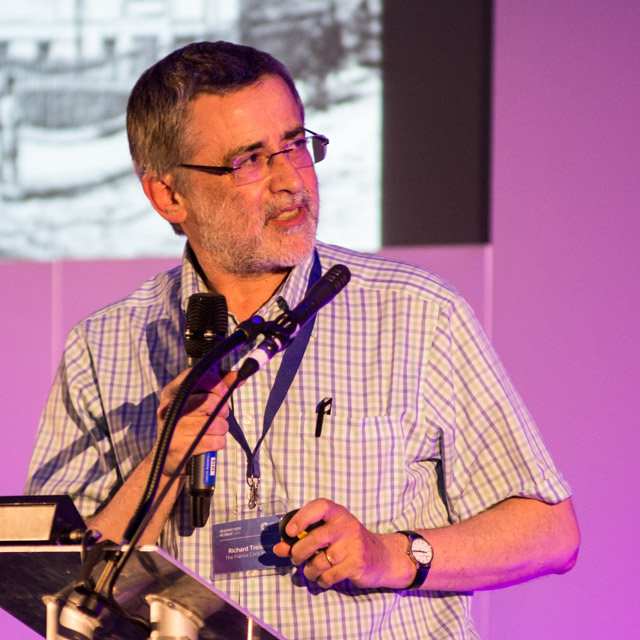
Richard Treisman

Richard Treisman (* 7. Oktober 1954) ist ein britischer Molekularbiologe und Biochemiker.
Treisman wurde 1981 am University College London bei Bob Kamen promoviert und war als Post-Doktorand bei Tom Maniatis an der Harvard University. Ab 1984 war er am MRC Laboratory of Molecular Biology und ab 1988 hatte er ein eigenes Labor beim Imperial Cancer Research Fund (ab 2002 Cancer Research UK), wo er ab 2000 Direktor für Laborforschung wurde und 2002 Direktor des Londoner Forschungsinstituts. Er ist Forschungsdirektor am Francis Crick Institute in London.
Er befasst sich mit Signalwegen in der Zelle als Reaktion auf äußere Stimuli. Dabei entdeckte er 1986 den Serum-Response-Faktor (SRF), ein Transkriptionsfaktor der genregulierend auf viele Immediate early genes wirkt (wie C-Fos) und dort an das SRE (Serum response element) bindet. Er untersuchte weiter das Zusammenwirken von SRF mit anderen Kofaktoren wie TCF (Ternary Complex Factor). Der SRF Signalweg ist bei der Zellvermehrung und bei Zellbewegung und Adhäsion wichtig.
Er ist Fellow der Royal Society und der Academy of Medical Sciences sowie Mitglied der European Molecular Biology Organization, die ihm 1995 ihre Goldmedaille verlieh. 1999 wurde er zum Mitglied der Academia Europaea gewählt. 2002 erhielt er den Louis-Jeantet-Preis. 2012 wurde er zum Fellow der American Association for the Advancement of Science gewählt. 2016 wurde er geadelt.